# Rio Boa Esperança
Rio Boa Esperança är ett vattendrag i Brasilien.   Det ligger i delstaten São Paulo, i den sydöstra delen av landet, 700 km söder om huvudstaden Brasília.
Omgivningarna runt Rio Boa Esperança är en mosaik av jordbruksmark och naturlig växtlighet. Runt Rio Boa Esperança är det glesbefolkat, med 19 invånare per kvadratkilometer.